# (31420) 1999 BV
(31420) 1999 BV est un astéroïde de la ceinture principale d'astéroïdes découvert en 1999.

## Description
(31420) 1999 BV a été découvert le 16 janvier 1999 à l'observatoire de Fair Oaks Ranch au Texas, États-Unis, par John V. McClusky.

### Caractéristiques orbitales
L'orbite de cet astéroïde est caractérisée par un demi-grand axe de 2,25 ua, un périhélie de 1,79 ua, une excentricité de 0,21 et une inclinaison de 6,010° par rapport à l'écliptique. Du fait de ces caractéristiques, à savoir un demi-grand axe compris entre 2 et 3,2 ua et un périhélie supérieur à 1,666 ua, il est classé, selon la JPL Small-Body Database, comme objet de la ceinture principale d'astéroïdes.

### Caractéristiques physiques
(31420) 1999 BV a une magnitude absolue (H) de 15,5 et un albédo estimé à 0,175.